# Jarþrúður Jónsdóttir
Jarþrúður Jónsdóttir, född 1851, död 1924, var en isländsk feminist.
Hon blev 1889 den första kvinnan att anställas vid alltinget, och anställdes då som arkivarie. 
Hon övertog 1899, tillsammans med Ólafía Jóhannsdóttir, den feministiska kvinnotidningen Framsókn, Islands första kvinnotidning, från Sigríður Þorsteinsdóttir and Ingibjörg Skaptadóttir. 